# 세라 섀크너
세라 섀크너(Sarah Schachner, 1988년 3월 27일 ~ )는 미국의 게임 음악 작곡가이다. 대표적인 작품으로 어쌔신 크리드: 유니티가 있다.

## 내력
필라델피아 출신으로 버클리 음악 대학을 다녔다. 졸업후 로스 엔젤레스에서 게임 음악 작곡가로 활동 중이다. 영화 아이언맨 3, 익스펜더블 2 음악의 오케스트라 편성을 담당하기도 했다.

## 대표 작품들
- (2020) 어쌔신 크리드 발할라
- (2019) 콜 오브 듀티: 모던 워페어
- (2019) 앤섬
- (2017) 어쌔신 크리드 오리진
- (2016) 콜 오브 듀티: 인피니트 워페어
- (2014) 어쌔신 크리드: 유니티